# Der Alte: Sein erster Fall
Sein erster Fall ist die 101. Folge der Krimiserie Der Alte.

## Handlung
Ingo Marquardt wurde wegen Totschlags zu acht Jahren Haft verurteilt. Er hatte nie ein Geständnis abgelegt und war in einem Indizienprozess verurteilt worden. Ins Gefängnis brachten ihn vor allem die Zeugenaussagen von Kurt Kramer, Albert Pfeiffer und Harro Sass, welche einst gute und auch langjährige Freunde von ihm waren. Allen dreien hatte Marquardt Rache bei seiner Verurteilung geschworen. Nach sechs Jahren Haft wird er nun wegen guter Führung bereits vorzeitig aus dem Gefängnis in Landsberg am Lech entlassen. Seiner Frau Helga wird dies einen Tag zuvor telefonisch mitgeteilt. Sie hatte in den letzten zwei Jahren mit Kurt Kramer zusammengelebt. Ingo Marquardt hatte seinen Termin für die Haftentlassung jedoch zunächst vor seiner Frau verheimlicht, da er sie überraschen wollte.
Am selben Tag tritt der aus Augsburg stammende Kriminalhauptkommissar Leo Kress im Morddezernat II in München seinen Dienst an. Er wird damit nun wenige Wochen nach dem Tod von Kriminalhauptkommissar Erwin Köster der neue Chef in der Abteilung. Er bringt zudem seinen Assistenten Kriminalkommissar Henry Johnson aus Augsburg mit. Kriminalobermeister Gerd Heymann hat zunächst große Mühe, mit der neuen Personalsituation zurechtzukommen, da sein langjähriger Kollege und guter Freund Kriminalkommissar Martin Brenner nun zum Monatsende im Dezernat in eine andere Abteilung versetzt wurde.
Wenige Tage nach seiner Haftentlassung erscheint Ingo Marquardt bei Kress im Büro und fordert ein Wiederaufnahmeverfahren seines Falles. Kress kann ihm dabei jedoch nur wenig Hoffnung machen, da seine Abteilung dafür gar nicht mehr zuständig ist. Während des Gesprächs klingelt plötzlich das Telefon im Büro. Ein Anrufer meldet, dass Harro Sass vor wenigen Minuten aus nächster Nähe erschossen wurde. Kress, Heymann und Johnson ermitteln nun in diesem Fall und sind zunächst ratlos. Sie besuchen Kurt Kramer und Albert Pfeiffer, die sich nach dem Tod von Sass nun innerhalb kürzester Zeit in ein Versteck außerhalb der Stadt zurückgezogen haben. Beide sind von Marquardts Schuld überzeugt, da er ihnen immer Rache geschworen hatte. Kress jedoch weiß, dass Ingo Marquardt unschuldig ist, da er zum Tatzeitpunkt bei ihm im Büro war. Kramer und Pfeiffer resignieren.
Nur wenige Tage später wird am helllichten Tage plötzlich Albert Pfeiffer an einem See nahe einem Waldstück aus nächster Nähe erschossen. Der Förster Anton Holzner wird von dieser Tat zufällig Ohrenzeuge. Er kehrt zu seinem Wohnhaus zurück und ruft sofort die Polizei. Kress wird benachrichtigt und ruft daraufhin bei Ingo Marquardt an. Dieser geht auch ans Telefon. Unter einem Vorwand, dass er eigentlich mit Frau Marquardt sprechen wollte, legt Kress nach wenigen Minuten wieder auf. Kress wird dadurch bestätigt, dass Marquardt auch diesmal nicht der Täter gewesen sein kann. Am Tatort angekommen, verstrickt sich Kurt Kramer in immer mehr Widersprüche. Er behauptet lediglich, zufällig in der Nähe des Fundortes gewesen zu sein, doch Kress glaubt ihm nicht. Kress lässt daraufhin Helga Marquardt verhaften, da sie zum Tatzeitpunkt der Ermordung von Harro Sass und von Albert Pfeiffer nicht zu Hause war und damit nun dringend tatverdächtig ist. Auf dem Präsidium angekommen, fällt sie in die Arme von Kurt Kramer und beide fangen zu weinen an. Kramer gesteht schließlich, von Ingo Marquardt erpresst und beauftragt worden zu sein, Sass und Pfeiffer zu erschießen. Ingo Marquardt hatte nach seiner Haftentlassung recht schnell herausgefunden, dass Kramer mit seiner Frau zusammen war und wollte ihn deshalb eigentlich erschießen. Doch er überlegte es sich in letzter Sekunde anders und ließ Kramer am Leben.
Wenig später erscheint Marquardt im Präsidium. Kress konfrontiert ihn nun mit der Sachlage. Marquardt streitet jedoch alles ab und behauptet zudem, die Tatwaffe, eine ziemlich alte Pistole, stamme aus dem Besitz von Kramer. Kress hat jedoch in der Zwischenzeit von einem Waffenverkäufer erfahren, dass Kramer und Marquardt jeweils einen gültigen Waffenschein besitzen und vor elf Jahren gemeinsam Waffen gekauft hätten. Ohne triftigen Grund kann er Marquardt jedoch nicht verhaften. Kress versucht es daraufhin auf die psychologische Tour. Er konfrontiert Marquardt damit, dass es zwei Ohrenzeugen von seinem Gespräch mit Kramer, von seiner Erpressung und den beauftragten Morden an Sass und Pfeiffer, gibt. Denn zwei Damen, die sich zu dem Zeitpunkt im Nebenzimmer aufgehalten haben, sollen ganz genau jedes Wort gehört und verstanden haben von dem, was Marquardt zu Kramer gesagt habe. Der sonst so kontrollierte Marquardt verliert daraufhin völlig die Beherrschung und geht gewaltsam auf Kramer los. Heymann und Johnson können Marquardt nur mit großer Mühe von einer Körperverletzung abhalten. Für Kress ist dies der Beweis, dass sich Marquardt der zweifachen Anstiftung zum Mord schuldig gemacht hat. Auf ihn kommt nun eine weitere langjährige Haftstrafe zu.

## Hintergründe
Die Dreharbeiten zum Film fanden im Herbst 1985 in München und Umgebung statt.
Die Erstausstrahlung erlebte der Film am 28. Februar 1986 zur Hauptsendezeit im ZDF. Es war der erste Fall für den von Rolf Schimpf dargestellten Kriminalhauptkommissar Leo Kress, welcher damit die Nachfolge des seit Serienbeginn im Jahr 1977 von Siegfried Lowitz dargestellten Kriminalhauptkommissar Erwin Köster als Abteilungsleiter der Mordkommission antrat. Die Folge hat eine Länge von 70 Minuten und geht damit zehn Minuten länger als alle bis dahin erschienenen Folgen, die üblicherweise eine Länge von 60 Minuten haben.